# Marcos (football, 1894)
Pour les articles homonymes, voir Marcos.
Marcos Carneiro de Mendonça, plus connu sous le nom de Marcos (né le 25 décembre 1894 à Cataguases dans le Minas Gerais, et mort le 19 octobre 1988 à Rio de Janeiro), est un joueur de football international brésilien, qui évoluait au poste de gardien de but.

## Biographie

### Carrière en sélection
Avec l'équipe du Brésil, il dispute 10 matchs (pour aucun but inscrit) entre 1914 et 1922. 
Il figure notamment dans le groupe des sélectionnés lors des championnats sud-américains de 1919 et de 1922.

## Palmarès
| America - Championnat de Rio de Janeiro (1) : - Champion : 1913. Fluminense - Championnat de Rio de Janeiro (3) : - Champion : 1917, 1918 et 1919. |  | Brésil - Championnat sud-américain (2) : - Vainqueur : 1919 et 1922. |